# Jacopo Piccinino
Jacopo o Giacomo Piccinino (Perugia, 1423 - Nápoles, 12 de julio de 1465) fue un condottiero italiano. 

## Biografía

### Primeros años

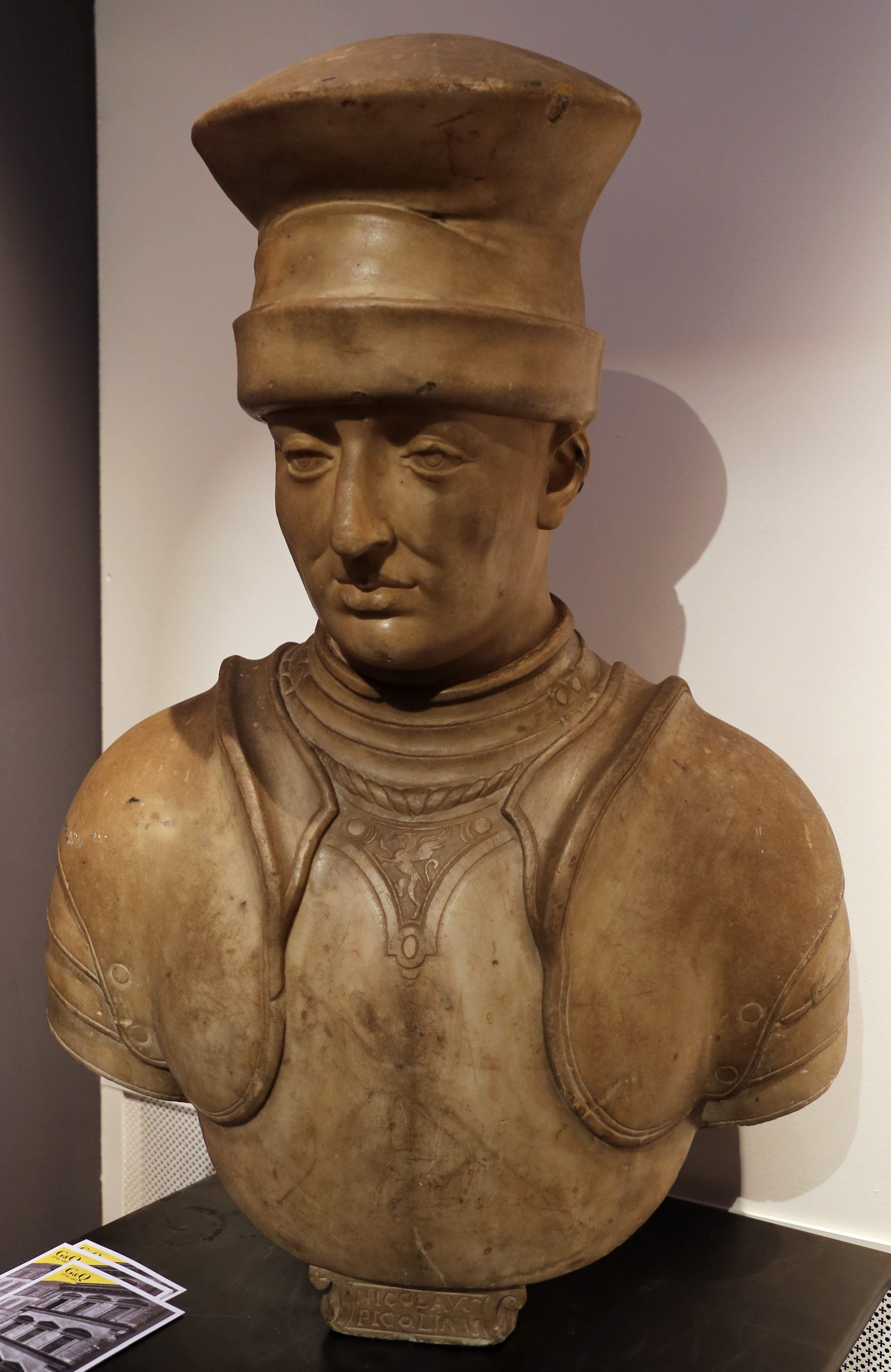
Niccolò Piccinino.

Nacido en Perugia en 1423, fue hijo del afamado condottiero Niccolò Piccinino y de Gabriella Sestio; algunos autores afirman que su madre murió asesinada por su padre por sospechas de infidelidad.
Se supone que desde sus años de adolescente formó parte de la compagnia di ventura de su padre y su hermano Francesco.  Su primera actividad destacada data de 1440, cuando a los diecisiete años de edad sustituyó durante unos pocos meses a Francesco Monaldeschi, que ejercía como gobernador de Bolonia en nombre del duque de Milán Filippo Maria Visconti.

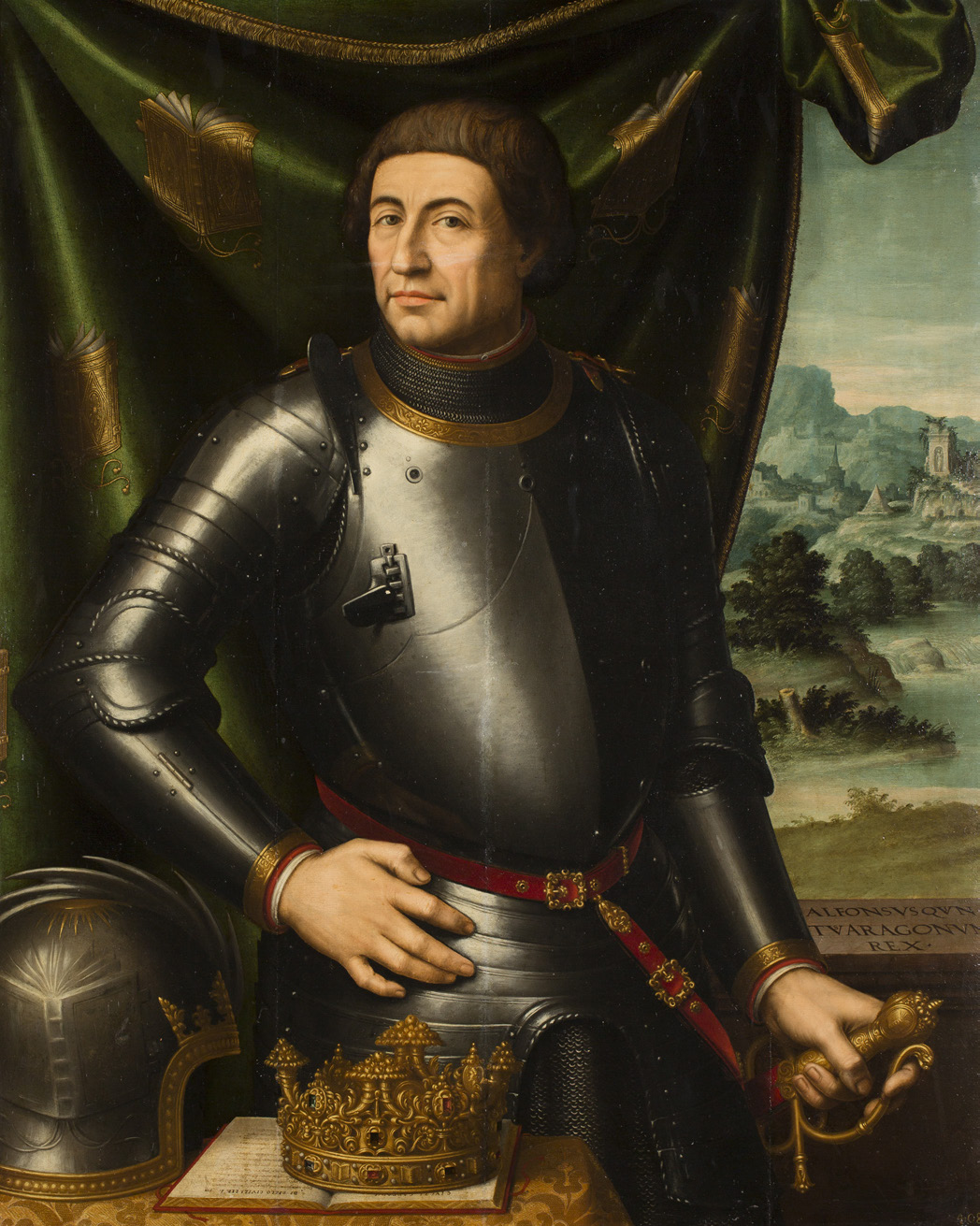
Alfonso de Aragón.

Combatió en 1443 en las filas de Alfonso V de Aragón durante las últimas fases de la guerra de sucesión por el trono de Nápoles y el año siguiente junto a Braccio Baglioni y Malatesta Novello en la campaña sostenida en Marcas contra Francesco Sforza.

### Al servicio de la república de Milán

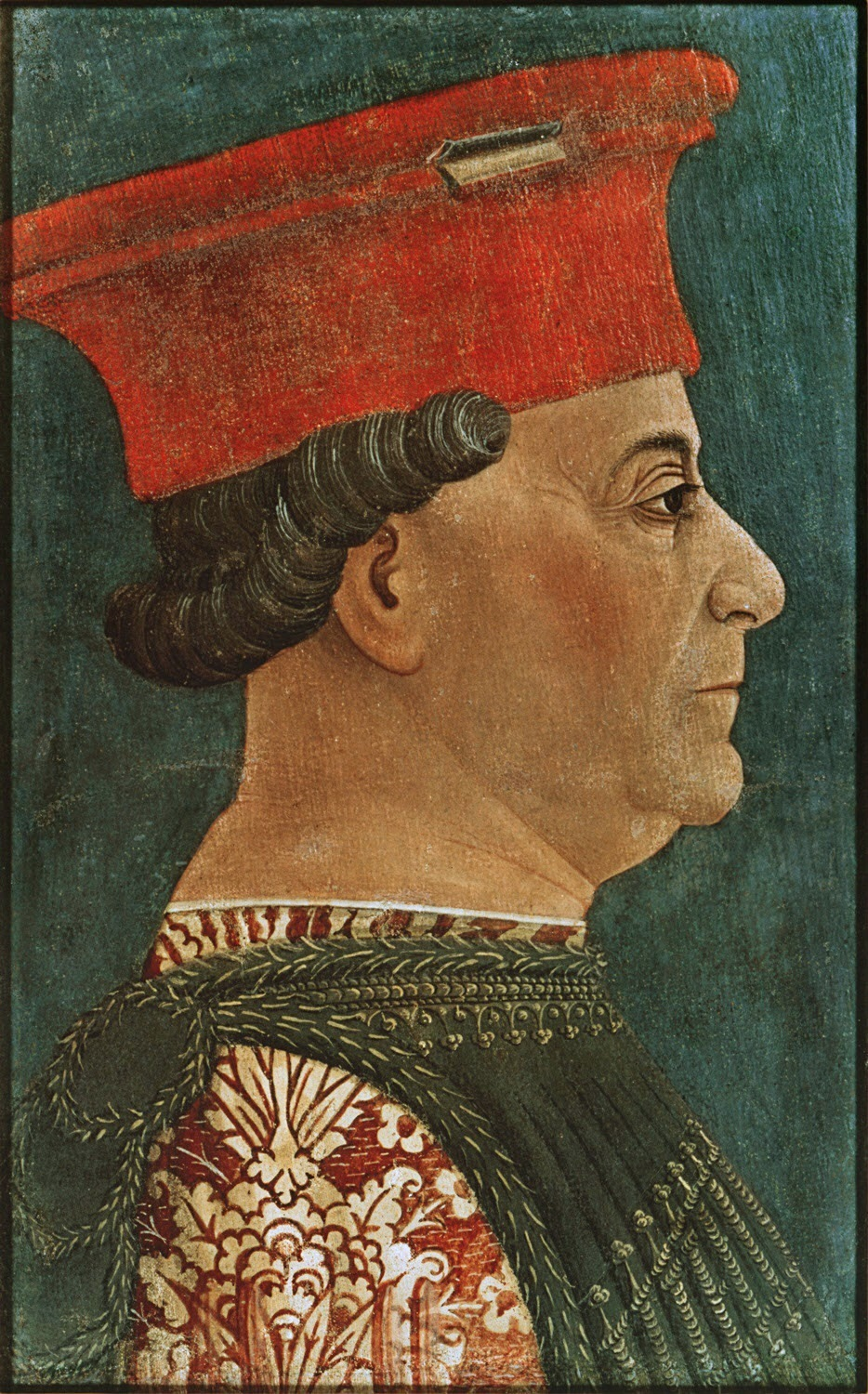
Francesco Sforza.

Tras la muerte en 1447 del duque de Milán Filippo Maria Visconti y la instauración de la República Ambrosiana, los hermanos Piccinino defendieron la república contra las aspiraciones de Francesco Sforza y contra la República de Venecia.  
Fue durante esta época cuando murieron sus hermanos, Angelo en combate cerca de Piacenza y Francesco de hidropesía.

### Capitán general de Venecia

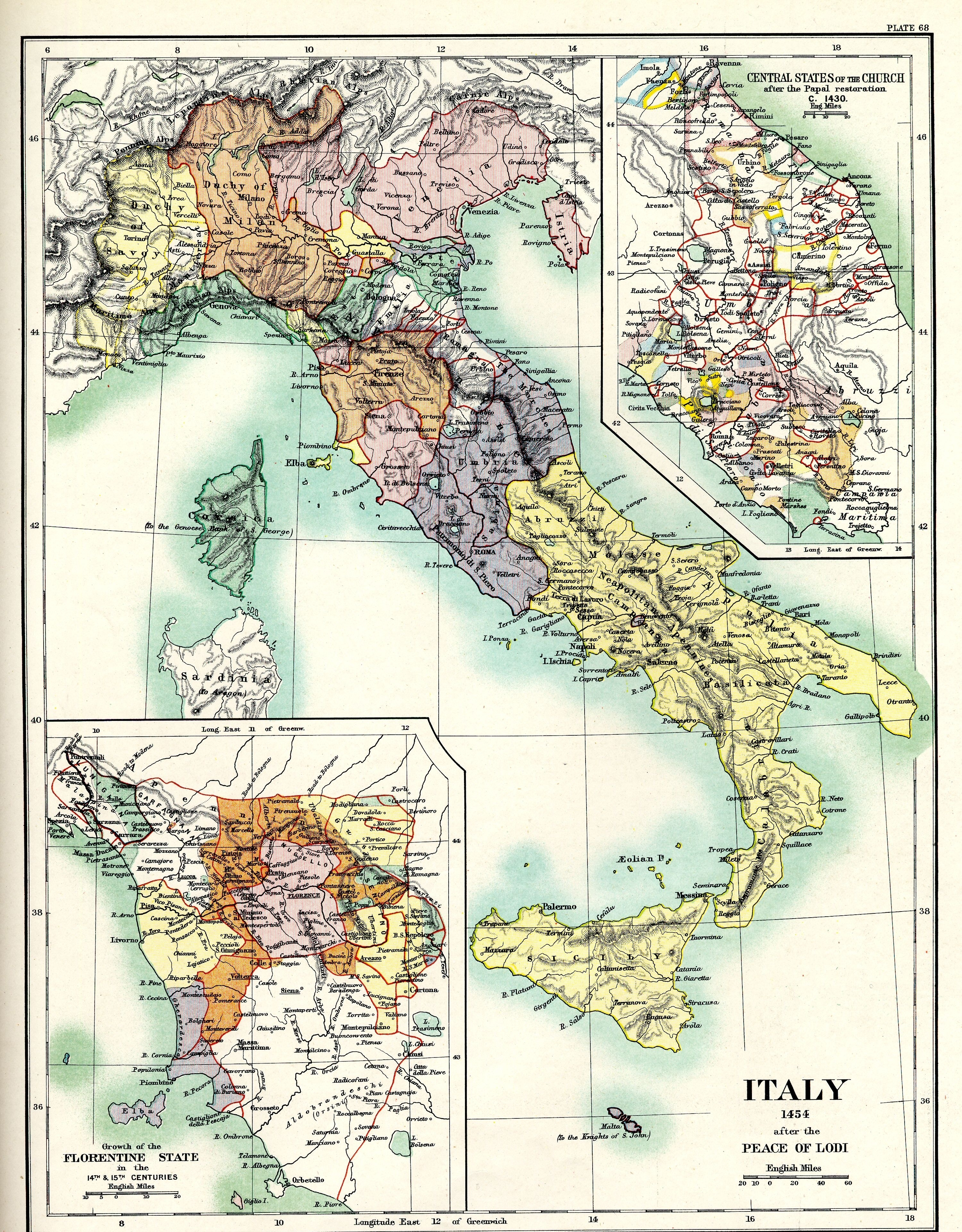
Italia en 1454.

En 1450 Francesco Sforza resultó duque de Milán mientras Piccinino se ponía al servicio de Venecia; con una buena reputación como condottiero, fue capitán general del ejército veneciano desde 1453, y personaje destacado dentro de la red de los exiliados milaneses, protector de los intereses de algunos pequeños signori de Emilia, como Tiberto Brandolini o Giberto da Correggio. 

### La aventura de Siena
En 1454 los grandes estados italianos firmaron la Paz de Lodi, y Venecia decidió prescindir de sus servicios.  Piccinino, al frente de un ejército respetable pero sin un contrato de condotta estable y sin un estado propio donde poder mantenerse, descartó los planes para apoderarse de Bolonia o de Perugia y se dirigió hacia la República de Siena reclamando el pago de una deuda atrasada que los seneses tenían con su difunto padre, al mismo tiempo que un grupo de opositores al gobierno planeaban dar un golpe de Estado contra la república.  

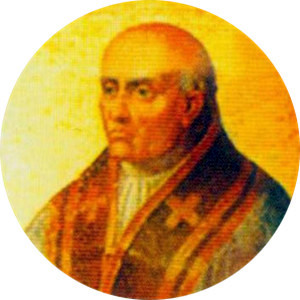
Calixto III.

La maniobra desató la preocupación de todos los estados italianos por la peligrosidad que suponía el avance de un ejército independiente para la estabilidad de Italia: perseguido por las tropas milanesas de Roberto Sanseverino y Corrado da Fogliano y las pontificias de Giovanni Ventimiglia, pero abastecido desde Nápoles por el rey Alfonso, Piccinino se enrocó en Castiglione y luego en Orbetello, hasta que finalmente, incapaces las fuerzas de la Liga itálica de desalojarlo por la fuerza de las armas, decidieron contratar sus servicios a cambio de una suculenta cantidad de dinero.  Para entonces ya el papa Calixto III lo había excomulgado.

### Contra Malatesta de Rímini

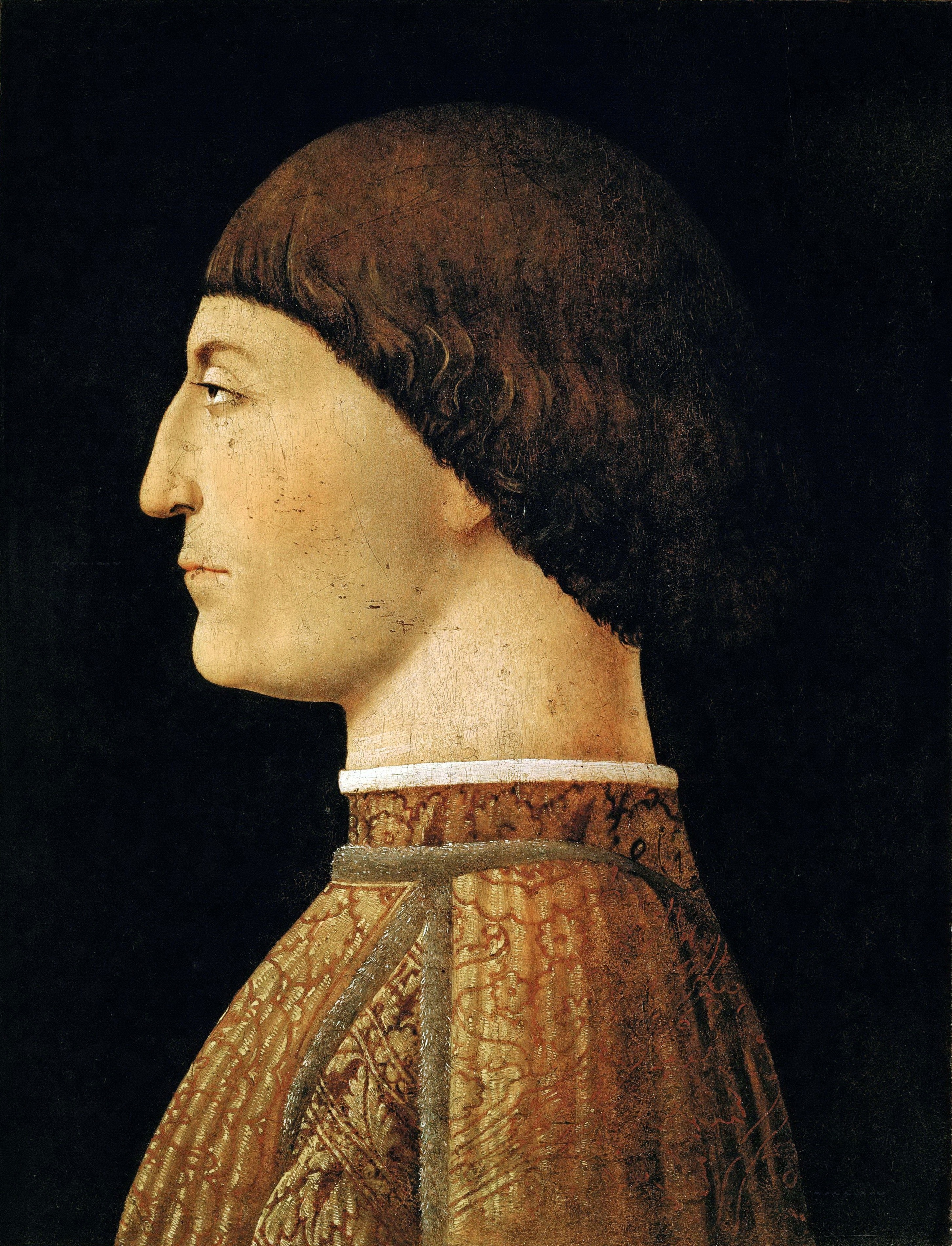
Sigismondo Malatesta.

En 1457, patrocinado por el rey de Nápoles, marchó junto con Federico de Montefeltro contra Sigismondo Malatesta de Rímini en una campaña deliberadamente lenta e inefectiva que tenía por objeto reservarse para una posterior expedición dentro de los Estados Pontificios.  La ocasión se presentó cuando en el verano de 1458 murieron el rey de Nápoles y el papa Calixto III y Piccinino ocupó Assisi, Gualdo, Bevagna y Nocera, que en otro tiempo habían sido de su padre, aunque la aventura duró poco pues cinco meses después hubo de abandonarlas ante el compacto frente compuesto por la Liga itálica, en especial Pío II y Ferrante I.

### La guerra de Nápoles

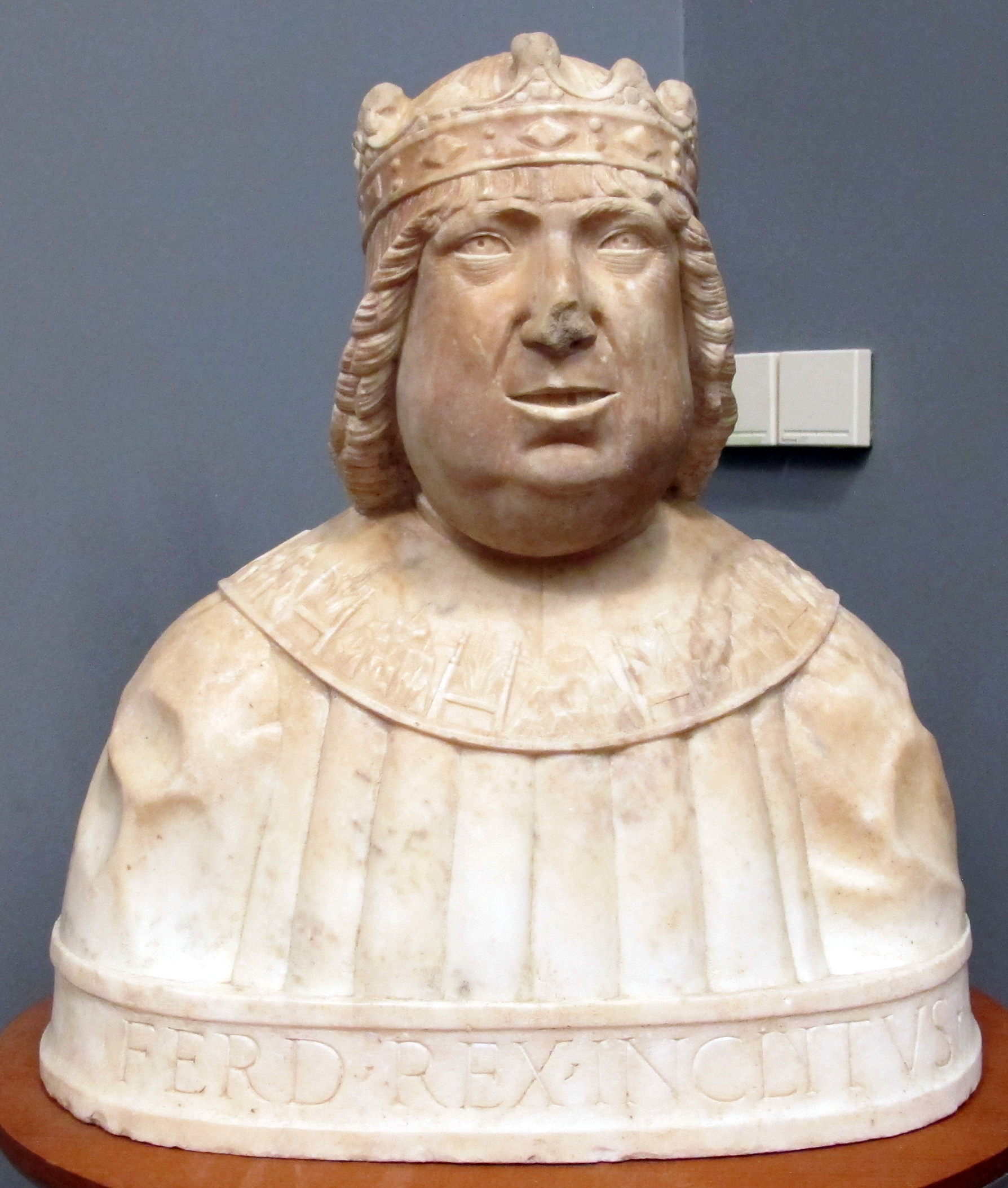
Ferrante I.

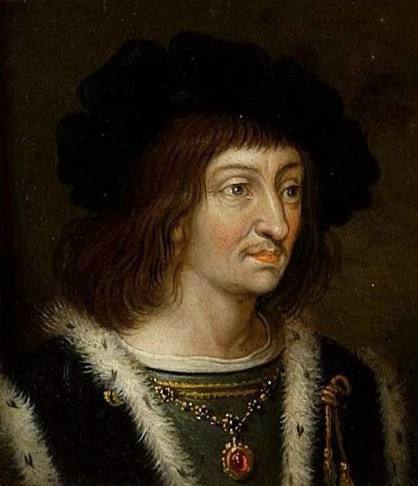
Jean d'Anjou.

La muerte de Alfonso V de Aragón desató nuevamente la guerra por la sucesión al trono de Nápoles, en la que el pretendiente Jean d'Anjou contaba con el apoyo de Piero de’ Pazzi, del duque de Módena Borso d’Este, de influyentes cardenales como Guillaume d'Estouteville, barones romanos y napolitanos como Everso Dell’Anguillara y Giovanni Antonio Orsini del Balzo y de la ciudad de L’Aquila, y con éstos vino a asociarse Piccinino.
Pero después de que Piccinino y Jean d'Anjou fueran derrotados en Troia el 18 de agosto de 1462, el primero se retiró a pasar el invierno en Sulmona, y habiendo perdido confianza en la operatividad del segundo, buscó un acuerdo independiente con el rey Ferrante I.  Por mediación de Alessandro Sforza, en agosto de 1463 firmó un acuerdo según el cual recibiría el cargo de virrey de los Abruzos, 90.000 ducados anuales y las plazas que ya tenía ocupadas (Sulmona, Caramanico, Francavilla, Bucchianico, Villamaina, Guardiagrele, Atessa, Penne y Città Sant'Angelo), el matrimonio con Drusiana Sforza y la restitución de los feudos de su padre en Lombardía. 
En agosto de 1464 viajó a Milán para completar el matrimonio, y en abril del año siguiente Francesco Sforza le convenció para viajar a Nápoles y reconciliarse con el rey. 

### Muerte
Al llegar a Nápoles el rey Ferrante le acogió honorable y amistosamente, pero veinte días después le mandó arrestar junto a su hijo Francesco, su secretario Alvise Terzaghi, su canciller Brocardo da Persico y el hijo de este último, acusados todos de estar planeando una conspiración contra el reino, y les recluyó en el Castel Nuovo mientras las tropas del duque de Calabria Alfonso d'Aragona atacaban a las de Piccinino en Sulmona.  
Tres semanas después las autoridades napolitanas comunicaron su muerte, supuestamente por una caída accidental dentro de su celda que le provocó la fractura de una pierna.  

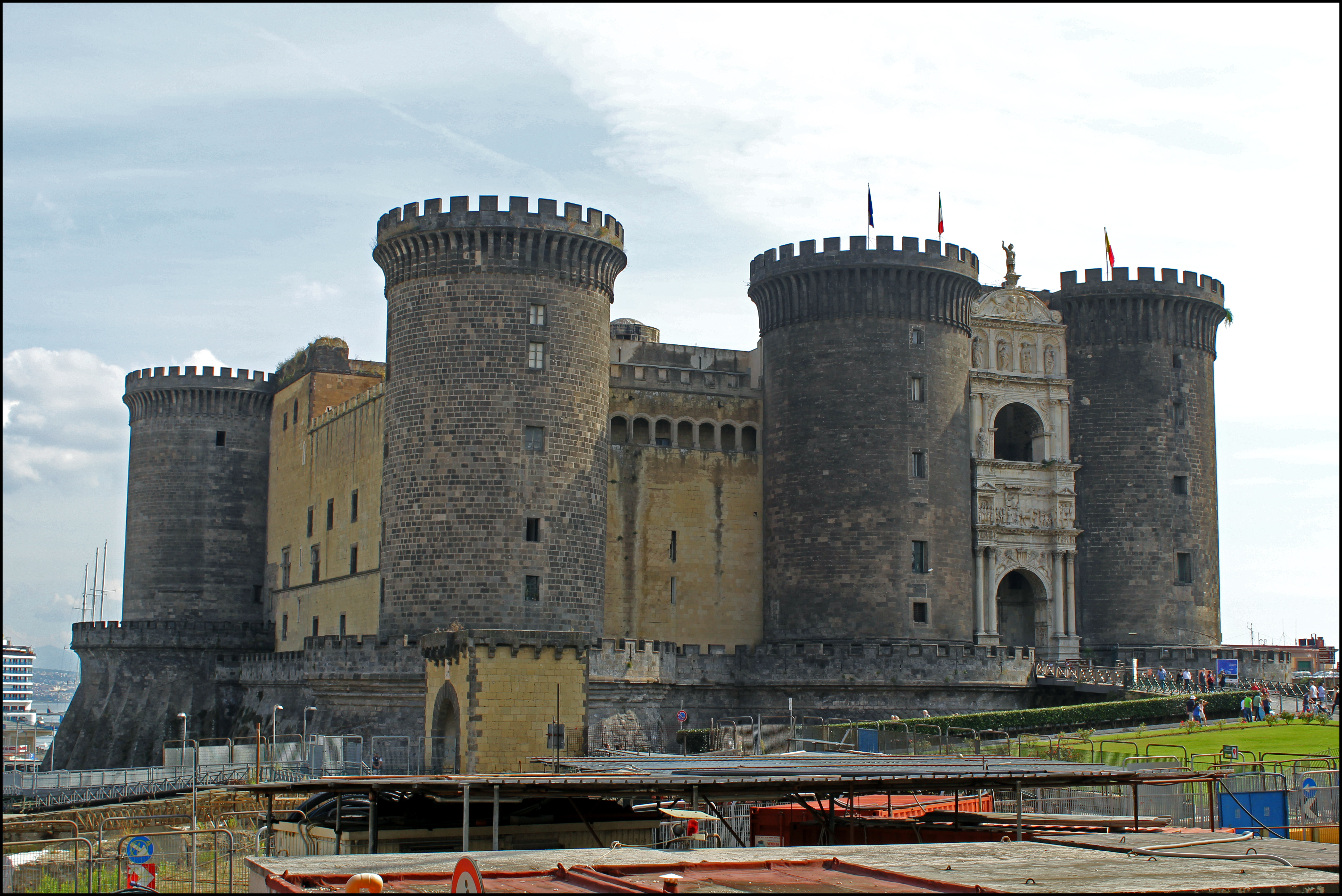
Castel Nuovo de Nápoles.

Las circunstancias exactas de su muerte siguen sin resolverse.  Entre sus contemporáneos y entre los historiadores varios siglos posteriores se dio por hecho que la muerte de Piccinino había sido un asesinato premeditado, y se conjeturó que la acusación contra él era una invención del rey Ferrante, y que este se había concertado con el duque Sforza para entre los dos librarse de un condottiero demasiado poderoso y peligroso para la estabilidad de Italia.

## Descendencia
|  | Piccinino: de azur, a un toro de oro rampante. |

De su relación con una mujer llamada Rosata dejó cinco hijos: Gabriella, Niccolò (muerto en Sulmona en 1464), Francesco (preso con el padre), Giangiacomo (muerto en la batalla del Taro de 1498) y Angelo (asesinado por el signore de Camerino en 1500).
De su matrimonio con Drusiana Sforza tuvo otro más, Giacomo Niccolò Galeazzo, nacido póstumo y fallecido antes de cumplir un año de edad.